# Kaya (Musiker)

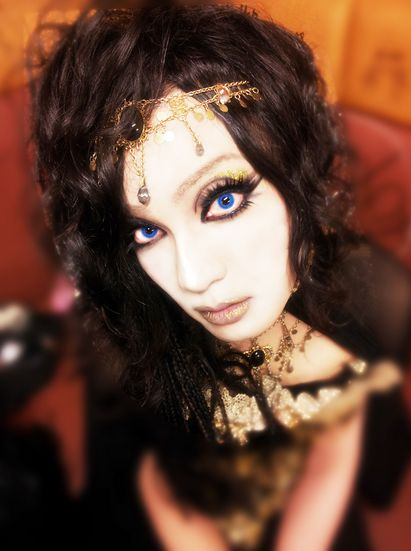
Kaya

Kaya (迦夜, Kanryoubinka, 'ein Vogel, der die Welt des Nachts besingt') ist ein japanischer Sänger aus Tokushima, Shikoku. Er ist bekannt als Solist und durch seine Zusammenarbeit mit den ehemaligen Bandmitgliedern von Velvet EDEN, Hora (mit dem er die Band Schwarz Stein bildete) und KALM.

## Biografie
Kaya wurde in Tokushima (Shikoku) geboren. Er hat zwei ältere Schwestern und einen jüngeren Bruder. Nach eigener Aussage war er dazu bestimmt, Sänger zu werden, nachdem er im Alter von drei Jahren in einer Karaokebar auf einer Feier gesungen hatte. Zur musikalischen Schulung nahm er ab dem 14. Lebensjahr Klavierunterricht und erlernte in der Mittelschule das Notenlesen und -schreiben.
Mit 18 Jahren stieg Kaya bei der Band Meties ein. Zu dieser Zeit nannte er sich Hime (姫/japanisch für Prinzessin). Meties waren gegen Ende der 90er Jahre aktiv. Sie produzierten vor ihrer Auflösung zwischen 1999 und 2000 nur ein Demo-Tape – „Recur to Mind“. Nur ihr Song „Gekitsuu no Sora“ wurde auf einer Kompilation-CD veröffentlicht.
Nachdem er seinen Schulabschluss gemacht hatte, zog Kaya nach Tokyo und schloss sich der Band ISOLA an. Immer noch als Mitglied von ISOLA traf er 2001 den Keyboarder Hora auf dem Konzert der Band Velvet EDEN. Mit ihm gründete er kurz darauf Rudolf Steiner. Kaya war für Gesang und Texte des Duos verantwortlich. Zusammen nahmen sie zwei Demo-Tapes auf, 'Perfect Garden' und 'Queen of Decadence'.
2002 zogen sie die Aufmerksamkeit Manas (Moi dix Mois) auf sich. Sie unterschrieben einen Vertrag bei seinem Independent-Label Midi:Nette und änderten ihren Namen in Schwarz Stein. Gleichzeitig nahm Kaya statt 'Hime' seinen aktuellen Namen an.
Schwarz Stein standen nun vermehrt im Rampenlicht. Sie veröffentlichten zwei Singles, „Queen of Decadence“ und „Current“, sowie zwei Alben, „New Vogue Children“ und „Artificial Halluciation“. Musikalische Differenzen zwischen den zwei Bandmitgliedern führten zur Trennung im Jahr 2004.
2006 taten sie sich noch einmal zusammen, um das Projekt 'Another Cell' herauszubringen. Dessen erste Live-Aufführung, ohne Hora auf der Bühne, war der Start von Kayas Solokarriere.
Am 23. Juli 2006 veröffentlichte er seine erste Solo-Single „Kaleidoscope“, im September eine weitere, „Masquerade“, und im Dezember sein Debüt-Album „Glitter“. Zu dieser Zeit trat er zusammen mit Bands wie Wizard, UnsraW, HIZAKI grace project und Sugar auf Kamijōs (Versailles) und Kanomas (jetzt hitomi, Sängerin von Moran) dreitägigem Winter Romantic-Festival auf.
Februar 2007 gab er sein erstes Einzelkonzert im Shibuya O-West. Im April kam seine Single Ouka „Ryouran“ heraus und er trat auf dem Shock Wave Vol.1-Event auf. Am 11. Juli erschien sein Minialbum „Hyakkiyakou“ und an Halloween die Single „Carmilla“, geschrieben von HIZAKI (Versailles). Zusammen mit den Künstlern KAMIJO (Versailles), HIZAKI und Juka (jetzt Shaura, VII-Sense, ehemals Moi dix Mois, Xover) trat er außerdem im Rock-Musical „Node of Scherzo“ auf.
Im Februar 2008 unterschrieb Kaya einen Major-Plattenvertrag beim Label Next Music. Seine erste Major-Single war „Chocolat“, erschienen im April desselben Jahres. Darauf folgte eine Neuaufnahme des Albums „Glitter“ und eine Live-DVD seines ersten Konzerts als Major-Künstler.
Im November gab er sein erstes Konzert im Ausland auf der Pacific Media Expo in Los Angeles (Kalifornien) mit anschließender Podiumsdiskussion mit Fans.
Im Dezember erschien die zweite Major-Single „Last Snow“.
Anfang 2009 nahm er an einer drei Städte umfassenden Tour namens Shinshun Chanson Show teil und veröffentlichte am 18. Februar das Mini-Album „Bonjour! Chanson“, das die Coverversionen fünf französischer Songs beinhaltet. Er wollte durch die CD den Chanson in Japan bekannter machen und zeigen, dass der Musikstil auch optimistisch und fröhlich klingen kann.
Am 22. April gab er ein Spezialkonzert namens Rose Kingdom, auf dem er einen neuen, gleichnamigen Song vorstellte. Diesen findet man auf der Single „Ophelia“, die am 22. Juli erschien.

## Kaya Project
Kaya – Sänger
Mitglieder
YUI – Tänzer (2006 – jetzt)
良心 (Ryoushin) – Tänzer (2006 – jetzt)
HIRO – Tänzer (2008 – jetzt)
KITTY – Tänzerin (2008 – jetzt)
AYANO – Tänzer (2008 – jetzt)
Veronica – Drag Queen (2008 – jetzt)
Lil' Grand Bitch – Drag Queen (2008 – jetzt)
ehemalige Mitglieder
OCHI – Tänzer (2006–2009)
mint – Drag Queen (2007)
Silver – Drag Queen (2007)
Gally – Drag Queen (2007)
Amanda – Drag Queen (2007)
Scarlet – Drag Queen (2006–2007)
松阪牛子 – Drag Queen (2006–2007)

## Diskografie

### Singles
Kaleidoscope (28. Juni 2006)
Masquerade (6. September 2006)
Ôka Ryôran (4. April 2007)
Carmilla (31. Oktober 2007)
Chocolat (23. April 2008)
Last Snow (24. Dezember 2008)
Ophelia (22. Juli 2009)
Awilda (28. Juli 2010)
Madame Rosa (22. Dezember 2010)

### Alben
Glitter (27. Dezember 2006)
Hyakki Yagyô (11. Juli 2007)
Glitter (Indies Best Of) (16. Juli 2007)
Kaya Meikyoku Series 1: BonJour! Chanson (18. Februar 2009)
Queen (20. April 2011) 
Gothic (2013)

### DVDs
Node of Scherzo special live clip 裏貴族 (Urakizoku) (24. Dezember 2007)
Salón de Chocolat DVD (20. August 2008)

### Mitarbeit
Another Cell (1. April 2006)
Node of Scherzo (31. Oktober 2007)